# Sierra San Miguel
Sierra San Miguel är ett berg i Mexiko.   Det ligger i kommunen Hidalgo och delstaten Nuevo León, i den centrala delen av landet, 700 km norr om huvudstaden Mexico City. Toppen på Sierra San Miguel är 1 706 meter över havet.
Terrängen runt Sierra San Miguel är bergig åt sydväst, men åt nordost är den kuperad. Runt Sierra San Miguel är det mycket tätbefolkat, med 1 361 invånare per kvadratkilometer. Närmaste större samhälle är Ciudad General Escobedo, 19,3 km sydost om Sierra San Miguel. I omgivningarna runt Sierra San Miguel växer huvudsakligen savannskog.